# Аксарайская II
Аксара́йская II — железнодорожная станция Астраханского региона Приволжской железной дороги. Расположена на территории Красноярского района Астраханской области.

## История
Открыта в 1977 году в составе пускового участка Аксарайская — Атырау. С 1988 года через станцию осуществляется вывоз газопродуктов АГПЗ. В 1990 году первый путь станции (к которому примыкает низкая боковая платформа) электрифицирован. С 1992 года по 2013 год станция была передаточной между Приволжской железной дорогой и сетью «Казахстан Темир Жолы».

## Расписание
По станции оборачивается электропоезд ЭД9М, выполняющий 2 пары пригородных поездов для удобства доставки путейских бригад на станцию Аксарайская II. Состав курсирует ежедневно. Также через станцию без остановки на ней проходят электропоезд Кутум — АГПЗ и поезда дальнего следования в/из Казахстана.

## Галерея
| Внешние изображения              | Внешние изображения                              |
| -------------------------------- | ------------------------------------------------ |
| Станция Аксарайская II. 2007 год |                                                  |
|                                  | Станция Аксарайская II на сайте www.parovoz.com. |

| Внешние изображения                                                                 | Внешние изображения                              |
| ----------------------------------------------------------------------------------- | ------------------------------------------------ |
| Западная горловина станция Аксарайская II, ответвление на Аксарайский НПЗ. 2007 год |                                                  |
|                                                                                     | Станция Аксарайская II на сайте www.parovoz.com. |

| Внешние изображения              | Внешние изображения                      |
| -------------------------------- | ---------------------------------------- |
| Станция Аксарайская II. 2007 год |                                          |
|                                  | Аксарайская II на сайте www.parovoz.com. |